# Словенское домобранство
Слове́нское домобра́нство (словен. Slovensko domobranstvo, нем. Slowenische Landeswehr) — словенские коллаборационистские антикоммунистические военно-полицейские формирования, организованные под эгидой нацистской Германии на территории Люблянской провинции. Функционировали с сентября 1943 года по начало мая 1945 года. Лидером («главным инспектором») домобранцев был бывший югославский генерал Леон Рупник.
После войны большинство домобранцев бежало в Каринтию (Австрия) и попало в плен к британцам, впоследствии выдавшим их в плен югославским партизанам. Около 10 000 из них были казнены в ходе так называемой Блайбургской бойни.

## Предыстория
Словения, представлявшая собой самую северную часть Королевства Югославия, в первую очередь подверглась удару со стороны итало-германских войск в апреле 1941 года. После оккупации Югославии словенские территории были разделены между Третьим рейхом (Нижняя Штирия, Верхняя Крайна, Каринтия и словенское Посавье), Италией (юго-восточная Словения, включая Любляну) и Венгрией (Прекмурье).
После падения режима Муссолини в 1943 году большая часть Апеннинского полуострова подверглась нацистской оккупации. На этих землях была образована марионеточная фашистская республика Сало. Она утратила протекторат над территориями, ранее оккупированными Италией, и ввиду этого Словения полностью попала под контроль немецких войск.
Словенское домобранство было учреждено 24 сентября 1943 года приказом генерала войск СС Эрвина Рёзенера, возглавлявшего части СС на Балканах. По замыслу нацистского командования, главными задачами его членов должны были стать борьба с коммунистическими партизанами, а также сохранение порядка на закрепленных за домобранством территориях.

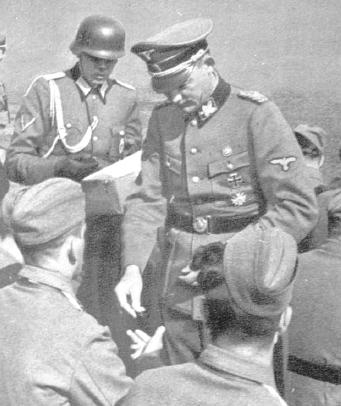
Эрвин Рёзенер и солдаты Словенского домобранства. 1944 год

## Функции
Словенское домобранство выполняло те же самые функции, что и другие коллаборационисты Европы, однако его возможности были ограничены, и в первое время словенцы ограничивались поддержкой антипартизанских операций. Позднее территории коллаборационистского словенского государства были расширены, и домобранство стало самостоятельно проводить карательные операции. Оно вело также информационную войну, издавая свою газету и распространяя агитационные листовки.

## Личный состав и вооружение
Большинство солдат домобранства были пехотинцами, хотя у них была и артиллерия, которую очень редко использовали. Бронетехника отсутствовала (за исключением нескольких бронепоездов), хотя несколько танкистов были отправлены в Германию для обучения. На вооружении домобранства было преимущественно итальянское оружие, которое словенцы успели захватить после капитуляции Италии. Также имелось немецкое оружие, обмундирование и оборудование, которое поставляли немцы.

## Военная присяга
Присяга воина Словенского домобранства от 21 апреля 1944 года

Клянусь Всемогущим Богом, что буду верен, храбр и послушен своим начальникам, что в совместной борьбе с немецкими вооруженными силами, стоящими под командованием фюрера Великой Германии, войсками СС и полицией, против бандитов и против коммунизма, а также его союзников, я буду добросовестно исполнять свои обязанности за мою словенскую родину как часть свободной Европы. Ради этой борьбы я готов пожертвовать даже своей жизнью. Да поможет мне Бог!
Оригинальный текст (словенск.)Prisegam pri vsemogočnem Bogu, da bom zvest, hraber in svojim nadrejenim pokoren, da bom v skupnem boju z nemško oboroženo silo, stoječo pod poveljstvom vodje Velike Nemčije, SS četami in policijo, proti banditom in proti komunizmu, kakor tudi njegovim zaveznikom, svoje dolžnosti vestno izpolnjeval za svojo slovensko domovino kot del svobodne Evrope. Za ta boj sem pripravljen žrtvovati tudi svoje življenje. Tako mi Bog pomagaj!

## Падение движения
После капитуляции Германии члены Словенского домобранства бежали в Южную Каринтию (Австрия), но многие из них были арестованы и переправлены в Югославию британской военной администрацией. Отправленные в Югославию были казнены за сотрудничество с нацистами. Всего же было приговорено к высшей мере наказания 11 400 словенских коллаборационистов. Многие домобранцы были казнены вместе с членами семей без суда в ходе массовых убийств в Барбарином рву и в Кочевских лесах.

## Расследование
Словенское правительство создало Комиссию по поиску массовых захоронений в Словении, дабы провести независимое расследование по поводу сотрудничества с нацистами. С ноября 2005 по октябрь 2009 года были обнародованы некоторые архивы, в которых были названы военнопленные, попавшие в концлагеря Югославии. В дальнейшем это дело стало известно как «Дело залива». В 1975 году словенский поэт Эдвард Коцбек в интервью триестинскому журналу публично осудил смертные приговоры для коллаборационистов, против него была развернута кампания травли, он на несколько лет оказался под домашним арестом и постоянным наблюдением спецслужб.